# Квантовое неравенство Крамера — Рао
Квантовое неравенство Крамера — Рао — неравенство для нижней границы для среднеквадратической ошибки в квантовой теории оценивания, аналогичное неравенству Крамера — Рао в классической теории оценивания.

## Формулировка
Рассмотрим квантовое оценивание оператора плотности {\displaystyle \rho (\theta )} при помощи вероятностно-операторной меры {\displaystyle d\Pi ({\hat {\theta }})}, дающее оценку {\displaystyle {\hat {\theta }}} Апостерирорную плотность распределения вероятностей квантовой оценки можно вычислить как {\displaystyle q({\hat {\theta }}|\theta )=q({\hat {\theta }}|\theta )d^{m}\theta =\operatorname {Tr} [\rho (\theta )d\Pi ({\hat {\theta }})]}. Математические ожидания квантовых оценок получаются в виде {\displaystyle {\bar {\theta }}_{j}=E({\hat {\theta }}_{j}|\theta )=\int _{\Theta }{\hat {\theta }}_{j}\,\operatorname {Tr} [\rho (\theta )d\Pi ({\hat {\theta }})]}. Здесь {\displaystyle \operatorname {Tr} } — след оператора в гильбертовом пространстве. Рассмотрим несмещенные оценки, то есть оценки, для которых справедливо тождество: {\displaystyle {\bar {\theta }}_{j}=E({\hat {\theta }}_{j}|\theta )=\theta _{j}}. Ковариации несмещенных оценок {\displaystyle B_{ij}} даются выражением: {\displaystyle B_{ij}=E[({\hat {\theta }}_{i}-{\bar {\theta }}_{i})({\hat {\theta }}_{j}-{\bar {\theta }}_{j})|\theta ]=\int _{\Theta }({\hat {\theta }}_{i}-{\bar {\theta }}_{i})({\hat {\theta }}_{j}-{\bar {\theta }}_{j})\operatorname {Tr} \rho (\theta )\,d\Pi ({\hat {\theta }})}. При квадратичной функции потерь средний риск равен {\displaystyle {\bar {C}}=\sum _{i=1}^{m}\sum _{j=1}^{m}g_{ij}B_{ij}=\operatorname {tr} GB}. Здесь {\displaystyle \operatorname {tr} } — след матрицы.
Первая форма квантового неравенства Крамера-Рао:
{\displaystyle {\tilde {Y}}BY\geqslant {\tilde {Y}}A^{-1}Y}.
Вторая форма квантового неравенства Крамера-Рао:
{\displaystyle {\tilde {Z}}B^{-1}Z\geqslant {\tilde {Z}}AZ}.
Здесь {\displaystyle A_{ij}=\operatorname {Tr} \left({\frac {\partial \rho }{\partial \theta _{i}}}L_{j}\right)}, {\displaystyle L_{k}} определяются по формуле
{\displaystyle {\frac {\partial \rho }{\partial \theta _{k}}}={\frac {1}{2}}(\rho L_{k}+L_{k}\rho )}, {\displaystyle Y,Z} получаем из {\displaystyle \operatorname {Re} \operatorname {Tr} \left(\int _{\Theta }T_{\theta }\rho T_{L}\,d\Pi ({\hat {\theta }})\right)={\tilde {Y}}Z}, где {\displaystyle T_{\theta }=1\sum _{j=1}^{m}y_{j}({\hat {\theta }}_{j}-\theta _{j})}, {\displaystyle T_{L}=\sum _{k=1}^{L}z_{k}L{k}}.